# Mafana lemairei
Mafana lemairei är en fjärilsart som beskrevs av Pierre E.L. Viette 1979. Mafana lemairei ingår i släktet Mafana och familjen nattflyn. Inga underarter finns listade i Catalogue of Life.